# 吉田古麻呂
吉田 古麻呂（きった の こまろ）は、奈良時代の貴族・医師。典薬頭・吉宜の子。官位は従五位下・内薬正。

## 経歴
光仁朝にて内薬佑を務め、宝亀7年（776年）外従五位下、宝亀10年（779年）外正五位下に叙せられる。
天応元年（781年）桓武天皇の即位後まもなく内位の従五位下に叙せられると、延暦3年（784年）には内薬正に昇格した。またこの間侍医も務めている。

## 官歴
『続日本紀』による。
- 時期不詳：正六位上。内薬佑
- 宝亀7年（776年） 正月7日：外従五位下
- 宝亀9年（778年） 2月4日：兼豊前介
- 宝亀10年（779年） 2月11日：外正五位下
- 天応元年（781年） 4月15日：従五位下（内位）
- 時期不詳：侍医
- 延暦3年（784年） 4月7日：内薬正、侍医如故
- 延暦5年（786年） 正月24日：兼常陸大掾

## 系譜
- 父：吉宜[1]
- 母：不詳
- 妻：不詳
  - 男子：興世書主（778-850）[1]